# Så får jag nu med frid och fröjd
Så får jag nu med frid och fröjd är en tysk psalm Mit Fried und Freud ich fahr dahin av Martin Luther från 1524. Översatt till svenska 1572 och sedan bearbetad av Johan Olof Wallin 1814 inför publiceringen i 1819 års psalmbok. Omnämns också som Simeonis alternativt Simeons lovsång, likt psalmen Herre, nu låter du din tjänare, och har hämtat inspiration från Lukas 2:29-2:32.
|  |
|  |

## Publicerad i
- Göteborgspsalmboken 1650 under rubriken "Om Döden och Domen".[1]
- 1695 års psalmbok som nr 397 med inledningen Medh glädie och frijd faar jagh nu hän under rubriken "Begrafningspsalmer".
- 1819 års psalmbok som nr 478 under rubriken "Med avseende på de yttersta tingen: En trogen själs glädje att skiljas hädan".
- 1937 års psalmbok som nr 561 under rubriken "Det kristna hoppet inför döden".
- Finlandssvenska psalmboken 1986 som nr 51 med titelraden "Nu får din tjänare i frid" under rubriken "Kyndelsmässodagen".